# Odontomelus brachypterus
Odontomelus brachypterus är en insektsart som först beskrevs av Gerstaecker 1869.  Odontomelus brachypterus ingår i släktet Odontomelus och familjen gräshoppor. Inga underarter finns listade i Catalogue of Life.